# Aritzo
Aritzo település Olaszországban, Szardínia régióban, Nuoro megyében. Lakosainak száma 1187 fő (2023. január 1.). Aritzo Belvì, Gadoni, Arzana, Desulo, Seulo, Meana Sardo és Laconi községekkel határos.

## Népesség
A település népességének változása:
| Lakosok száma | 1305 | 1274 | 1187 |
|               | 2017 | 2018 | 2023 |